# Mikaszówka
Mikaszówka – wieś w Polsce położona w województwie podlaskim, w powiecie augustowskim, w gminie Płaska na obszarze Puszczy Augustowskiej. Leży nad Kanałem Augustowskim.
W centrum znajduje się drewniany kościół pw. św. Marii Magdaleny.
Wieś jest siedzibą sołectwa Mikaszówka, w którego skład wchodzą również miejscowości Jałowy Róg, Jazy, Hanus i Mały Borek.
Wieś królewska ekonomii grodzieńskiej położona była w końcu XVIII wieku w powiecie grodzieńskim województwa trockiego. W latach 1975–1998 miejscowość należała administracyjnie do województwa suwalskiego.
Przez wieś przepływa Kanał Augustowski. Znajduje się tu kamienna śluza na Kanale Augustowskim.
Przed kościołem znajduje się rzeźba "Wołanie z wnętrza Ziemi" ku czci ofiar obławy augustowskiej w lipcu 1945.

## Zabytki
Wykaz zabytków nieruchomych wpisanych do rejestru zabytków Narodowego Instytutu Dziedzictwa:
- kościół pw. św. Marii Magdaleny, drewniany, pocz. XX w. (nr rej.: 427 z 30.08.1985)
- dzwonnica drewniana (nr rej.: 427 z 30.08.1985)

## Galeria

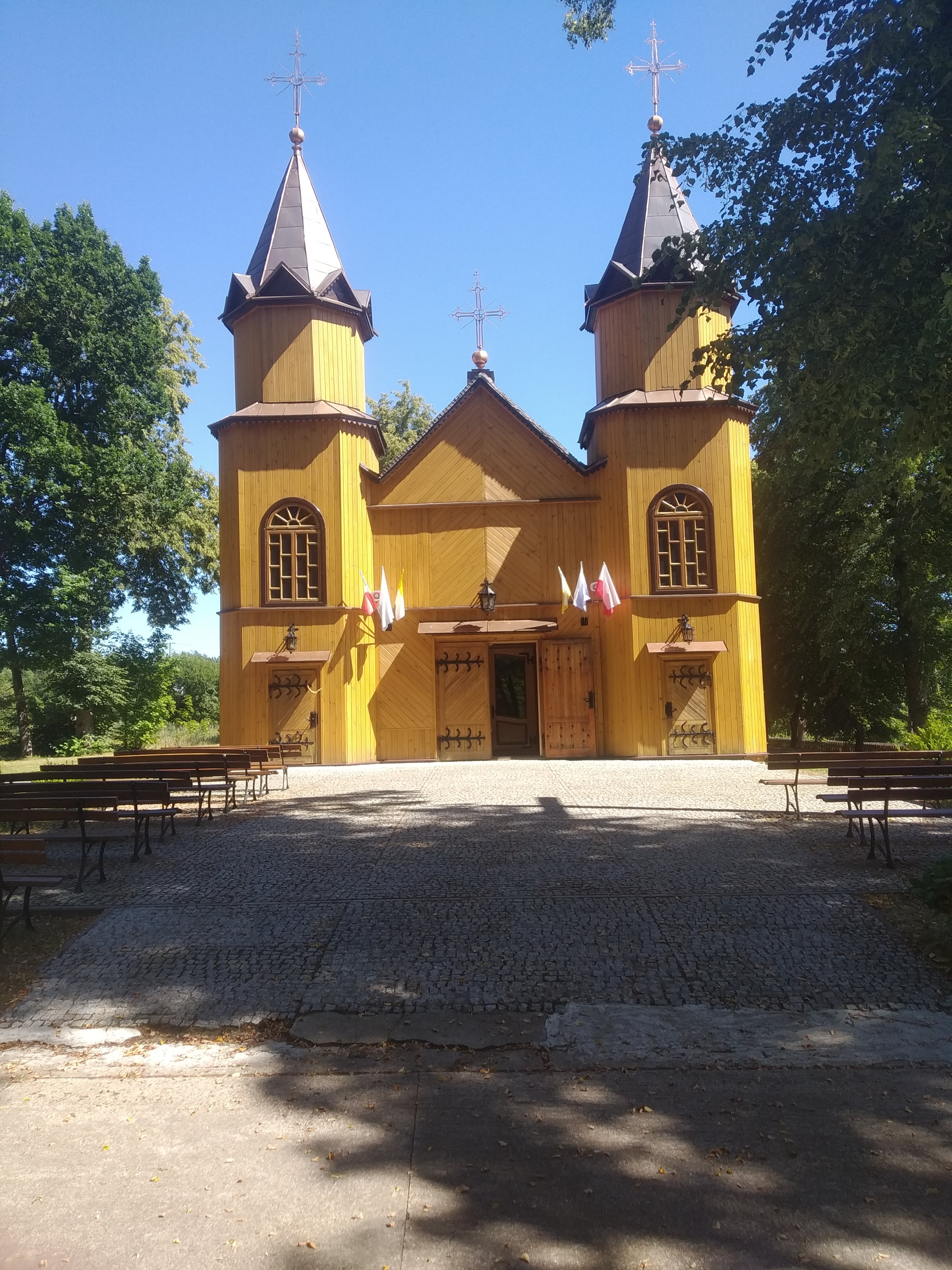
Kościół (2020)
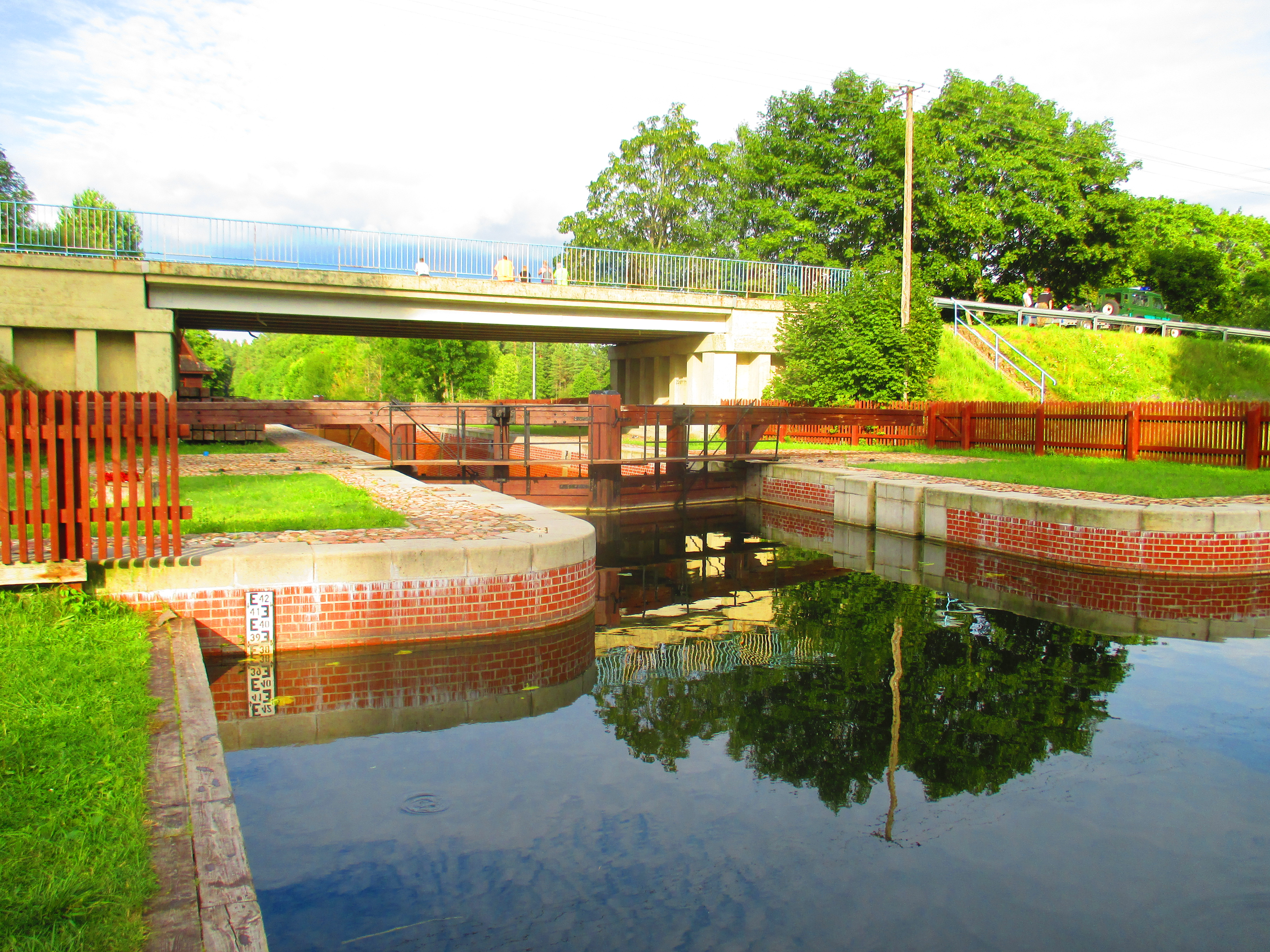
Śluza (2016)
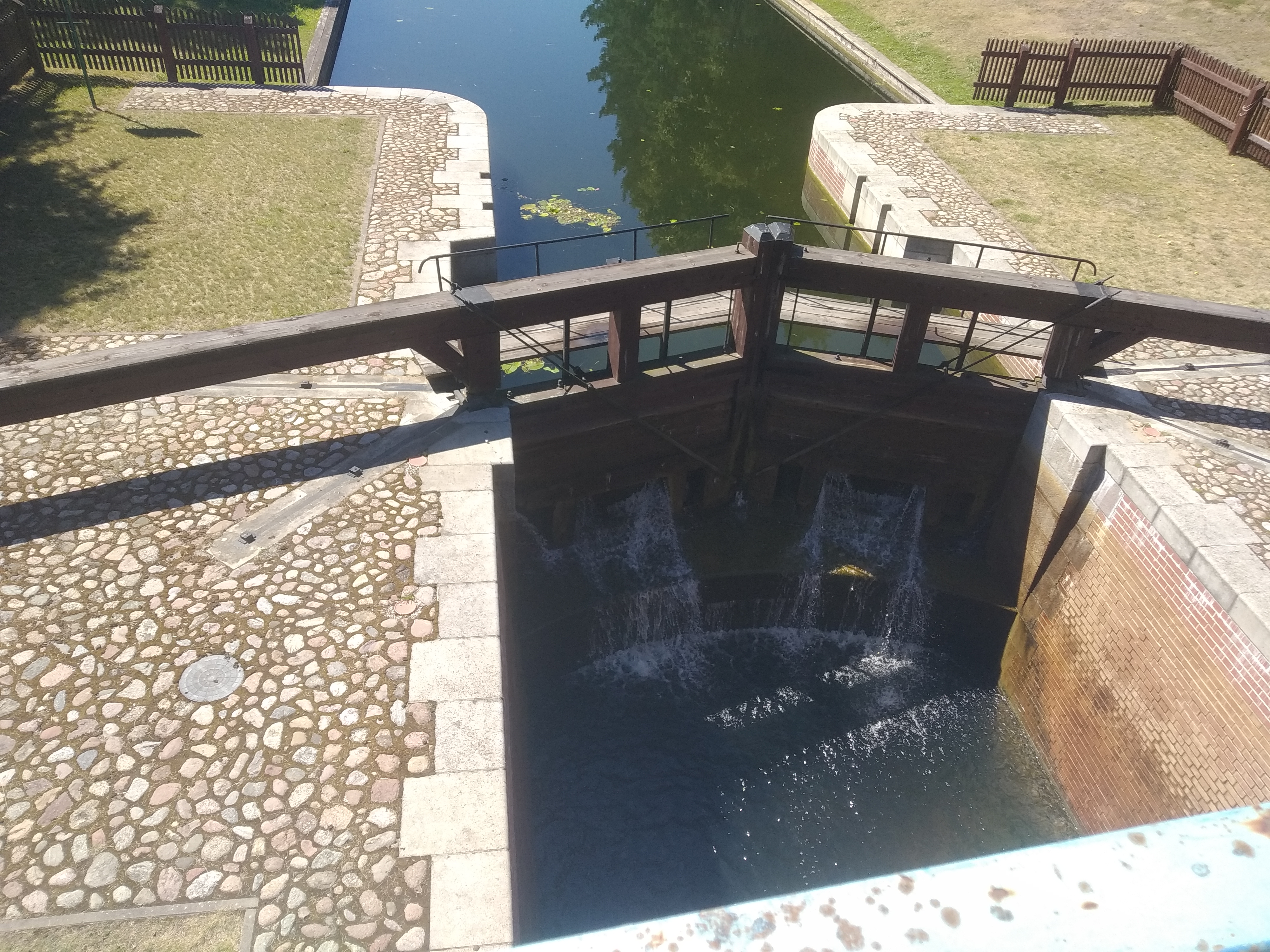
Śluza (2020)